# ديفيد بيتس دوجلاس
ديفيد بيتس دوجلاس (بالإنجليزية: David Bates Douglass)‏ هو مهندس ومهندس مدني ومهندس معماري أمريكي، ولد في 21 مارس 1790 في Pompton Township, New Jersey ‏ في الولايات المتحدة، وتوفي في 21 أكتوبر 1849 في جنيف في الولايات المتحدة بسبب سكتة.